# Pteris actiniopteroides
Pteris actiniopteroides là một loài thực vật có mạch trong họ Pteridaceae. Loài này được H. Christ miêu tả khoa học đầu tiên năm 1899.